# Ludwig Gumplowicz
Ludwig Gumplowicz (Krakov, 9. ožujka 1838. – Graz, 20. kolovoza 1909.) je bio jednim od osnivača europske sociologije. Također je bio pravnik i politolog koji je predavao ustavno i upravno pravo na Sveučilištu u Grazu.

## Životopis
Pravo je studirao u Krakovu, u kojem je poslije postao je odvjetnik i publicist. Od 1875. predavao je upravno pravo u Grazu. 1882. je postao izvanredni a 1893. redovni profesor. Umro je 1909.
Još rano se zainteresirao za problem etničkih skupina koje su bile pod pritiskom, jer je i sam bio iz židovske obitelji iz Krakova. Bio je cijelog života odvjetnikom nacionalnih manjina u Habsburškoj Monarhiji, poglavito Slavena.
Uskoro mu se spektar zanimanja proširio na kasniju formu sociologije konflikta, počevši od ideja grupe (onda poznate kao rase). Vidio je suverenu državu kao ustanovu koja je u raznim vremena služila različitim elitama koji su ju kontrolirale. U analizi, naginjao je k makrosociologiji, predviđajući da će ako manjine u državi postanu socijalno integrirano, izbit će rat. U knjizi iz 1909. Der Rassenkampf (Borba rasa) predvidio je 1. svjetski rat. Za života ga se smatralo socijalnim darvinistom.
Gumplowiczeva politička uvjerenja i polemički karakter privukli su mnoge poljske i talijanske studente, čineći mu teorije važnim u Poljskoj, Italiji i inim krunskim državama (danas Hrvatska, Češka). Činjenica da je objavljivao radove na njemačkom značilo je da je važna figura u njemačkogovornim zemljama. Gustav Ratzenhofer bio je najprominentnija osoba od onih na koje je utjecao.
Gumplowicz je imao još jednog sljedbenika u Manuelu Gonzálezu Pradi. Prada je živio u Peruu i smatrao je da su Gumplowiczeve teorije o etničkim sukobima korisne za shvaćanje ne samo shvaćanje španjolskog osvajanja quechuanskih naroda u 16. stoljeću, nego i za to kako su potomci španjolskih i inih europskih useljenika nastavili podređivati domorodačke narode. Najsnažniji rad u ovom pravcu je esej Gonzáleza Prade "Our Indians" u djelu Horas de lucha nakon 1924.

## Radovi
- Jüdische Zustände in Krakau einst und jetzt, 1859.
- Prawodawstwo Polskie wzgłędem Żydów, Krakau 1867. (o povijesti židovskog zakonodavstva u Poljskoj)
- Rasse und Staat, 1875.
- Philosophisches Staatsrecht, 1877. (2. izd. pod naslovom Allgemeines Staatsrecht, Innsbruck 1897.; 1. izd. na španjolski preveod Pedro Dorado Montero, 1898.)
- Das Recht der Nationalitäten und Sprachen in Österreich-Ungarn, Wien 1879.
- Rechtsstaat und Sozialismus, Wien 1881.
- Verwaltungslehre mit Berücksichtigung des österreichischen Verwaltungsrechts, Wien 1882.
- Der Rassenkampf, soziologische Untersuchungen, Wien 1883. (2. izd. 1900; na francuski preveo Charles Baye, 1893.)
- Grundriss der Soziologie, Wien 1885. (preveo Charles Baye )
- Einleitung in das österreichische Staatsrecht, Berlin 1889. (2. izd. Berlin 1896. pod naslovom Kompendium der österreichischen Rechtsgeschichte)
- Österreichisches Staatsrecht, Wien 1891 (2. Aufl. 1902.)
- Die soziologische Staatsidee, Graz 1892 (2. Aufl. Innsbruck 1902.)
- Soziologische Essays, Innsbruck 1899.
- Soziologie und Politik, Leipzig 1902.
- Geschichte der Staatstheorien, 1905.
- Sozialphilosophie im Umriss, postum 1910.

## Vanjske poveznice
- Zbirka Gumplowiczevih radova na Archive.org
- Osvrt iz 1885. na Grundriss der Soziologie, autor Émile Durkheim  Arhivirana inačica izvorne stranice od 17. veljače 2001. (Wayback Machine) (na francuskom)
- JewishEncyclopedia.com - GUMPLOWICZ, LUDWIG na www.jewishencyclopedia.com - Jewish Encyclopedia
- González Prada, Manuel. " "Our Indians"  Arhivirana inačica izvorne stranice od 20. siječnja 2008. (Wayback Machine). 1900.